# Le città oscure
Le città oscure (Les Cités Obscures) è il titolo di una serie a fumetti realizzata dal 1982 da François Schuiten e Benoît Peeters e pubblicata in Belgio da Casterman. Nel giugno 1982 la rivista francese À Suivre pubblica la prima puntata de Les Murailles de Samaris (Le mura di Samaris) iniziando la saga delle Città Oscure.
La saga descrive un misterioso mondo parallelo, chiamato Mondo Oscuro, costituito da diverse città-stato sul modello dei comuni italiani del rinascimento, e collegato al nostro mondo tramite una serie di passaggi che spesso vengono utilizzati da alcuni personaggi per passare tra i due i mondi. Una delle caratteristiche delle città del mondo oscuro sono le forti similitudini con le nostre città: Brüsel, Pâhry, Genova sono alcune di queste città. Senza dimenticare le altre non meno importanti Città Oscure come Urbicanda, Calvani, Galatograd e altre ancora.
Un'altra caratteristica è quella di descrivere le relazioni tra i due mondi presentando degli indizi verosimili e inserendo dei personaggi realmente esistiti in modo tale da spingere il lettore a chiedersi se le Città Oscure esistano davvero.
Le pubblicazioni seguenti riscossero sempre maggiore successo e partecipazione dei lettori, che furono talmente conquistati da questo strano mondo parallelo da contribuire in parte persino alla stesura della trama spedendo consigli agli autori.
Con il passare degli anni questo universo si è enormemente accresciuto in ampiezza e complessità, mantenendo però una buona organizzazione e coerenza interna, tanto da spingere gli autori a pubblicare una vera e propria Guida (turistica) delle Città Oscure, nella quale vengono definiti, tra il serio e il faceto, i limiti geografici del Continente oscuro, la sua storia, la sua flora e fauna e le varie relazioni tra le città e i suoi abitanti.
In occasione della creazione del sito web ufficiale fu inoltre indetto un concorso nel quale i lettori potevano mandare le loro scoperte riguardo a nuovi punti di accesso al mondo oscuro.

## Le storie delle Città Oscure
- Les murailles de Samaris (1983)
- La fièvre d'Urbicande (1985)
- Le mystère d'Urbicande (1985)
- L'archiviste (1987)
- La Tour (1987)
- La route d'Armilia (1988)
- Le musée A. Desombres (1990)
- Brüsel (1992)
- L'Echo des Cités (1993)
- Mary la penchée (1995)
- L'enfant penchée (1996)
- L'ombre d'un homme (1999)
- La frontière invisible (2002: vol. 1; 2004: vol. 2; 2006: vol. 3)
- L'affaire Desombres, (2002: con fascicolo e DVD da 90 minuti)
- Les portes du possible (2005)
- La Théorie du grain de sable (2007)

Esistono anche i seguenti volumi, avulsi dalla serie:
- Encyclopédie des transports présents et à venir (1988)
- Le guide des cités (1996)